# توني مايلز
توني مايلز (بالإنجليزية: Tony Miles)‏ هو لاعب كرة قدم أمريكية ولاعب كرة القدم الكندية أمريكي، ولد في 16 مايو 1978 في مارت في الولايات المتحدة.